# Íñigo Cuesta
Íñigo Cuesta López de Castro (født 2. juni 1969 i Villarcayo-Burgos) er en tidligere professionel spansk landevejscykelrytter. Han største sejr kom i 1998 da han vandt Baskerlandet Rundt.